# 蔣元封
蔣元封（1774年—1830年），字肇康，號韶岡、又号建堂，江蘇蘇州府吳縣人，清朝進士出身，藏書家蔣重光孫，以孝行聞名。

## 生平
蔣元封來自蘇州婁關蔣氏家族，為蔣燦裔孫。祖父蔣重光為著名藏書家；父蔣曾榮（原字豫川，改字景曾，號韻濤，庠名曾縈，1752-1815）為蔣重光第四子，試用訓導，署陽湖縣儒學訓導；母為顧階升女（1750-1829），即蔣元封為顧蒓表弟。
蔣元封為蔣曾榮第三子，吳縣增廣生，嘉慶四年（1799年）曾參與抗議縣官毆打生員的“己未諸生案”。九年（1804年）與從孫蔣景曾（字遵路，號塵緣，蔣超曾長兄）同為甲子科江南鄉試舉人。十九年（1814年）甲戌科會試貢士，因父親蔣曾榮生病而歸鄉照顧，一年後父親過世，丁父憂，蔣元封於二十四年（1819年）補己卯恩科殿試登三甲進士。銓選知縣，請改教職，授安徽廬州府儒學教授，因母親年邁需要照顧而推辭任命，授文林郎。蔣元封在家照顧母親終老，因母親於道光九年（1829年）過世而哀傷過度，七個月後的道光十年（1830年）亦去世，同治六年（1867年）獲江蘇巡撫郭柏蔭題請旌表其孝行。詩文方面，蔣元封與從兄蔣泰堦等為韓敏（字梅坡）門生，著有《松石山房集》。

## 家庭
夫人為候選縣丞陶登女；側室林氏。有二子：長子蔣錫熊出嗣兄蔣元載，娶長洲彭氏彭紹鏞女；次子蔣國瑞（原名蔣錫福），娶沈泳康女，繼娶顧慎之女。